# Lahov Graben
Lahov Graben – wieś w Słowenii, w gminie Laško. W 2018 roku liczyła 121 mieszkańców.